# Stade Centre Salif Keita
A Stade Centre Salif Keita egy labdarúgó-stadion Bamakóban, Maliban. Egy helyi csapat, a korábbi híres mali középpályás, Salif Keita által alapított Centre Salif Keita játssza benne hazai mérkőzéseit.